# Ctenitis sciaphila
Ctenitis sciaphila là một loài thực vật có mạch trong họ Dryopteridaceae. Loài này được (Maxon) Ching miêu tả khoa học đầu tiên năm 1940.